# Biserica „Sf. Nicolae” din Ghermănești
Biserica „Sf. Nicolae” din Ghermănești este un monument istoric aflat pe teritoriul satului Ghermănești, comuna Snagov. În Repertoriul Arheologic Național, monumentul apare cu codul 105197.01.
Biserică monumentală în plan trilobat ridicată în 1790. Catapeteasmă din lemn. Două turle pe pronaos și una pe naos. Pridvor deschis cu frumoase coloane de susținere. Reconstruită între 1928-1940.